# Tony Buzan
Anthony Peter "Tony" Buzan (2 de junho de 1942 – 13 de abril de 2019) foi um psicólogo e escritor inglês responsável pela sistematização dos mapas mentais.
Tony Buzan pode ser considerado o inventor dos mapas mentais, uma ferramenta usada por mais de 250 milhões de pessoas para ajudar a memorizar e compreender assuntos de estudo. 
Autoridade mundial sobre aprendizagem, memória e uso do cérebro; seus livros já renderam milhões e estão disponíveis em 100 países e traduzidos para 30 línguas. Costumava dar conferências por todo o mundo e atuar como consultor de companhias multinacionais, governadores e atletas. Lançou em meados dos anos 2000 a sua ferramenta de software para a criar mapas mentais - o iMindMap.
Como um autor popular de Psicologia, Tony Buzan escreveu sobre assuntos relacionados com o cérebro, "quociente de génio (GQ)", inteligência espiritual, memória, criatividade e leitura rápida. Ele foi o fundador e presidente da Brain Foundation e da Brain Trust Charity.

## Obras
- Use Your Memory
- Master Your Memory
- Use Your Head
- The Speed Reading Book
- The Mind Map Book
- How To Mind Map
- Mind Map Applications
- The Mind Map is Born
- Memory Power